# Topònims d'origen basc a Catalunya
Aquesta és una llista incompleta de topònims catalans d'origen basc.

## A
- Arestui
- Arties
- Aran

## B
- Biscarri
- Berrós Jussà
- Berrós Sobirà
- Besan
- Besiberri
- Bonestarre

## E
- Escalarre
- Esterri d'Àneu
- El Pont de Suert
- Estaon
- Estaron

## G
- Gerri de la Sal

## I
- Igüerri
- Iran
- Isavarre

## L
- Lladorre
- Llavorre

## O
- Orrit
- Obeix

## S
- Saraís
- Surri

## T
- Tavascan

## U
- Unarre
- Ur
- Urtx
- Urgell (deriva d'Urtx més el sufix llatí "ellu").[1]